# Winter-Paralympics 2006/Teilnehmer (Polen)
| stlisierte Goldmedaille | stlisierte Silbermedaille | stlisierte Bronzemedaille |
| ----------------------- | ------------------------- | ------------------------- |
| 2                       | —                         | —                         |

Polen nahm an den Winter-Paralympics 2006 in Turin mit elf Sportlern teil. Polen gewann zwei Goldmedaillen, beide durch Katarzyna Rogowiec. Es gab keine polnischen Teilnehmer am Rollstuhlcurling und Sledge-Eishockey.

## Ski Alpin
| Teilnehmer     | Wettbewerb            | Platzierung |
| Mirski Bogdan  | Riesenslalom, stehend | 39.         |
| Mirski Bogdan  | Slalom, stehend       | 40.         |
| Szeliga Łukasz | Riesenslalom, stehend | 49.         |
| Szeliga Łukasz | Slalom, stehend       | DQ.         |
| Jarosław Rola  | Riesenslalom, sitzend | 27.         |
| Jarosław Rola  | Slalom, sitzend       | 10.         |

## Ski Nordisch (Biathlon und Skilanglauf)

### Männer
| Teilnehmer    | Wettbewerb       | Platzierung |
| Jan Kołodziej | 5-km-Lauf        | 23.         |
| Jan Kołodziej | 10-km-Lauf       | 14.         |
| Jan Kołodziej | 15-km-Lauf       | 7.          |
| Wiesław Fidor | 12,5-km-Biathlon | 14.         |
| Wiesław Fidor | 5-km-Lauf        | 9.          |
| Wiesław Fidor | 10-km-Lauf       | 15.         |
| Wiesław Fidor | 15-km-Lauf       | 16.         |
| Robert Wątor  | 7,5-km-Biathlon  | 12.         |
| Robert Wątor  | 5-km-Lauf        | 10.         |
| Robert Wątor  | 10-km-Lauf       | 9.          |
| Robert Wątor  | 15-km-Lauf       | 12.         |
| Kamil Rosiek  | 5-km-Lauf        | 26.         |
| Kamil Rosiek  | 10-km-Lauf       | 25.         |
| Kamil Rosiek  | 15-km-Lauf       | 24.         |

### Frauen
| Teilnehmer                                   | Wettbewerb       | Platzierung |
| Grażyna Groń                                 | 12,5-km-Biathlon | 12.         |
| Grażyna Groń                                 | 7,5-km-Biathlon  | 13.         |
| Grażyna Groń                                 | 5-km-Lauf        | 13.         |
| Grażyna Groń                                 | 15-km-Lauf       | 9.          |
| Katarzyna Rogowiec                           | 12,5-km-Biathlon | 6.          |
| Katarzyna Rogowiec                           | 7,5-km-Biathlon  | 7.          |
| Katarzyna Rogowiec                           | 5-km-Lauf        | 1.          |
| Katarzyna Rogowiec                           | 10-km-Lauf       | 4.          |
| Katarzyna Rogowiec                           | 15-km-Lauf       | 1.          |
| Anna Szarota                                 | 12,5-km-Biathlon | 8.          |
| Anna Szarota                                 | 7,5-km-Biathlon  | 11.         |
| Anna Szarota                                 | 5-km-Lauf        | 12.         |
| Grażyna Groń Katarzyna Rogowiec Anna Szarota | 3x2,5-km-Staffel | 6.          |